# Цитай
Уезд Цитай (кит. упр. 奇台县, пиньинь Qitai xian; уйг. گۇچۇڭ ناھىيىسى / Гучуң Наһийиси‎) — уезд в Чанцзи-Хуэйском автономном округе Синьцзян-Уйгурского автономного района КНР.

## История
В прошлом здесь находился город Гучэн (古城, территория нынешней волости Гучэн), который являлся важным торговым центром на Великом шёлковом пути (наряду с Урумчи, Или и Хами он был значительным узлом караванной торговли). Во времена империи Хань здесь располагалось княжество Чэши-Хоучэн. Согласно хроникам, его население составляли 144 семейства, 960 человек, 260 воинов.
В 1773 году здесь была построена крепость Цзиннин (靖宁城, современный посёлок Лаоцитай), в 1775 — крепость Фуюань (孚远城). В 1776 году был создан уезд Цитай, подчинённый Урумчи.
С 1949 году уезд вошёл в состав Специального района Урумчи. В 1958 году был передан в состав Чанцзи-Хуэйского автономного округа.

## Население
Согласно переписи 2010 года, в уезде проживало 210 тыс. человек. Основные этнические группы — ханьцы, уйгуры, казахи и татары.

## Административное деление
Уезд Цитай делится на 8 посёлков, 4 волости и 3 национальные волости:
- Дацюань-Татарская национальная волость (кит. 大泉塔塔尔族乡, Dàquán Tǎtǎ'ěrzú xiāng, уйг. داچۈەن تاتار يېزىسى‎)
- Умачан-Казахская национальная волость (кит. 五马场哈萨克族乡, Wǔmǎchǎng Hāsàkèzú xiāng, уйг. ۋۇماچاڭ قازاق يېزىسى‎)
- Чорин-Казахская национальная волость (кит. 乔仁哈萨克族乡, Qiáorén Hāsàkèzú xiāng, уйг. چورىن قازاق يېزىسى‎)

## Экономика

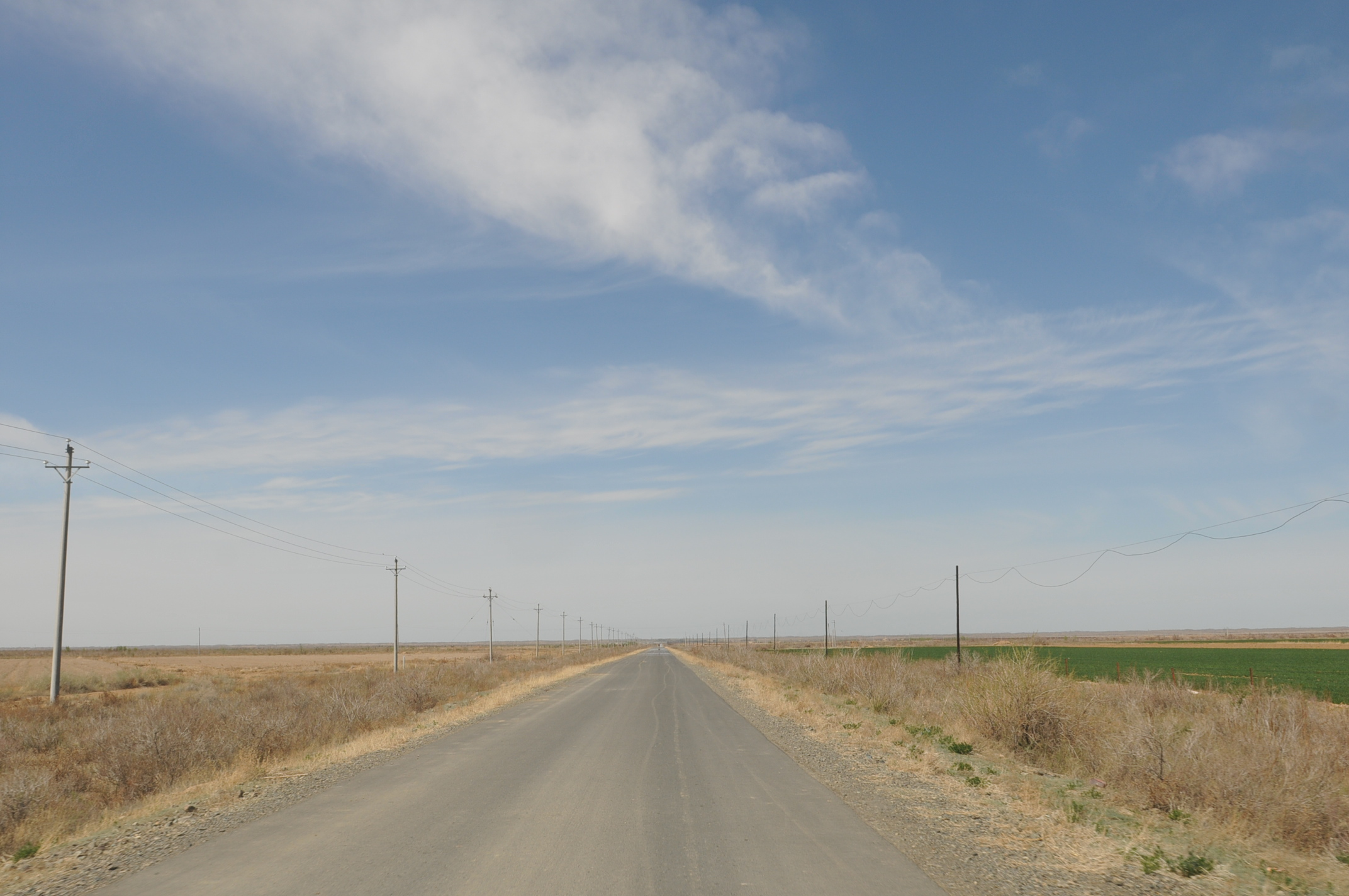
Сельский пейзаж уезда Цитай

Уезд является одним из главных производителей пшеницы в Синьцзяне (на него приходится десятая часть от общего объема сбора пшеницы в автономном районе). По состоянию на 2021 год площадь посева зерновых культур в уезде составляла 1 млн му, а валовой сбор зерновых — 475 тыс. тонн. Также в Цитае выращивают картофель и помидоры, производят муку и томатную пасту.

## Транспорт
Через территорию уезда проходит железная дорога Урумчи — Джунгария, по которой перевозят уголь из шахт Джунгарского бассейна.
В августе 2024 года в Цитае открылся аэропорт Цзянбулакэ, который стал 26-м гражданским аэропортом Синьцзяна.

## Наука
В уезде ведётся строительство крупнейшего в мире Цитайского радиотелескопа. Проект находится под управлением Синьцзянской астрономической обсерватории Китайской академии наук.

## Достопримечательности
- Руины города Танчаодун эпохи династии Тан.
- Живописный район Цзянбулакэ.